# Giuliano Poletti
Giuliano Poletti (Imola Província de Bolonha, 19 de novembro de 1951) é um político itáliano, ministro do do Trabalho e das Políticas Sociais desde 21 de fevereiro de 2014. Ele faz parte do Governo de Matteo Renzi.

## Carreira
Desde 1992 até 2000 foi presidente da Sociedade Efeso, e em 2000 foi presidente de Legacoop Imola, e depois presidente de Legacoop Emília-Romanha e vice-presidente de Legacoop. Desde 2002 è președinte al Legacoop Nacional.
Em fevereiro de 2013 è presidente de Alleanza delle Cooperative Italiane.
Torcedor de andebol, è vice-presidente vicário da Federação Nacional de Andebol.